# Estación de Felben-Wellhausen
La estación de Felben-Wellhausen es una estación ferroviaria de la comuna suiza de Felben-Wellhausen, en el Cantón de Turgovia.

## Historia y situación
La estación de Felben-Wellhausen fue abierta en el año 1855 con la apertura al tráfico ferroviario de la línea que unía a Winterthur con Romanshorn, del Schweizerische Nordostbahn (NOB), y en 1902 se integró en los SBB-CFF-FFS.
La estación se encuentra ubicada entre los núcleos urbanos de Felben y Wellhausen, situándose en el sur del primero y en el norte del segundo. Tiene un único andén central al que acceden dos vías pasantes.
La estación está situada en términos ferroviarios en la línea férrea Winterthur - Romanshorn. Sus dependencias ferroviarias colaterales son la estación de Frauenfeld hacia Winterthur y la estación de Hüttlingen-Mettendorf en dirección Romanshorn.

## Servicios ferroviarios
Los servicios son prestados por SBB-CFF-FFS:

### S-Bahn Zúrich
La estación está integrada dentro de la red de trenes de cercanías S-Bahn Zúrich, y en la que efectúan parada los trenes de varias líneas pertenecientes a S-Bahn Zúrich:
- S 24 Thayngen – Schaffhausen/Weinfelden – Winterthur – Zúrich Flughafen – Zúrich HB – Thalwil – Horgen Oberdorf – Zug
- S 30 Winterthur – Frauenfeld – Weinfelden (– Romanshorn – Rorschach)